# مجازی‌سازی

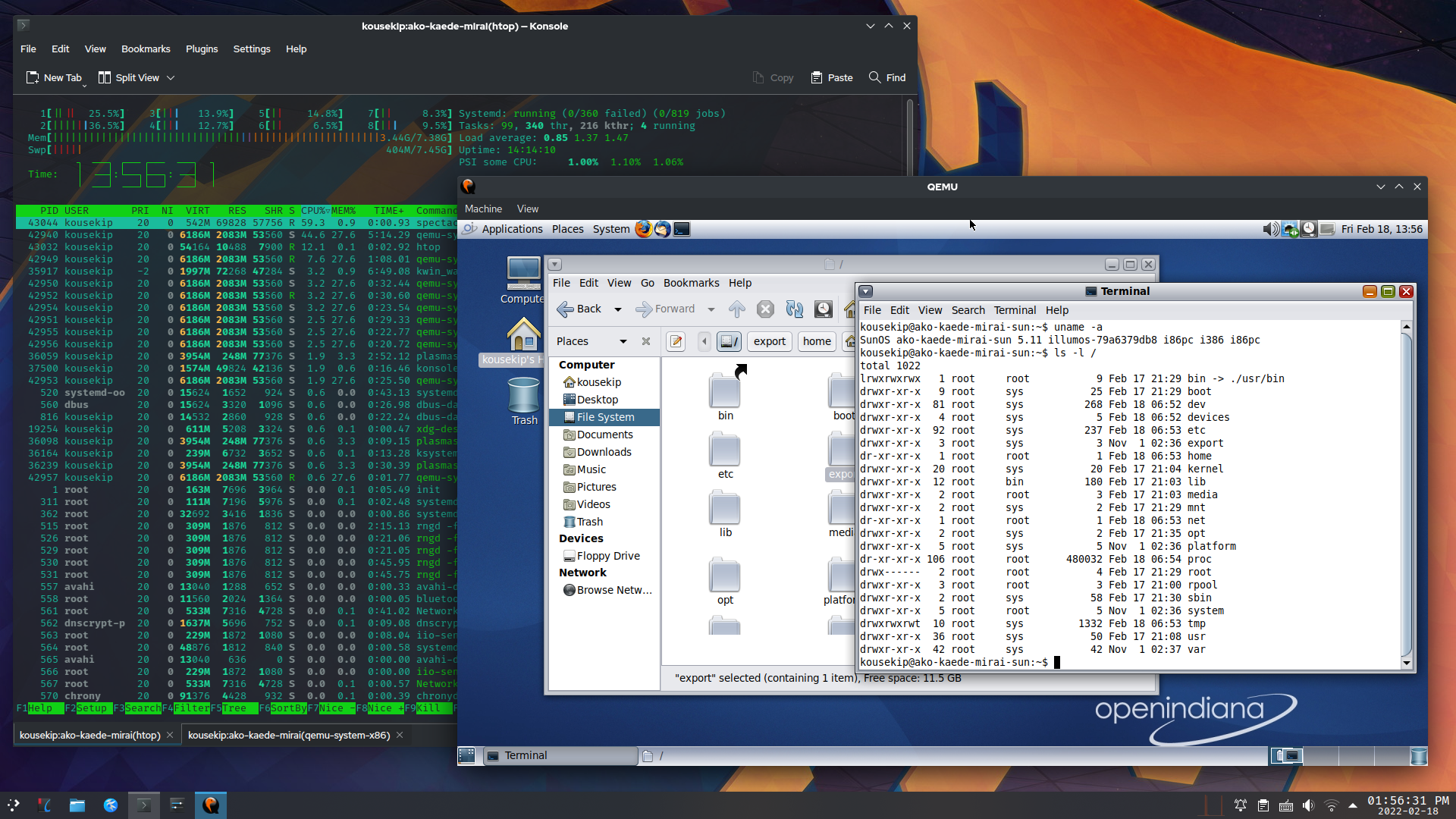
محیط دسکتاپ MATE در حال اجرا با سرویس QEMU.

در علم کامپیوتر، مجازی‌سازی به ساخت نمونهٔ مجازی منطقی (غیر واقعی) از چیزهایی مثل پلتفرم سخت‌افزاری، سیستم عامل، وسایل ذخیره‌سازی یا منابع شبکه، گفته می‌شود.
مجازی‌سازی از یک نوع تفکر عمیق و اجرا کردن هر آنچه که در فکر و ذهن می‌گذرد و نهایتاً بدون وجود خارجی پیاده‌سازی می‌گردد. در علم کامپیوتر استفاده از تکنولوژی مجازی‌سازی باعث رشد و پیشرفت بسیار شده است. پیاده‌سازی دستگاه‌های سخت‌افزاری به صورت مجازی اما با همان عملکرد مزایای بسیاری را برای ما به به رهاورد کشیده است.
اصولاً نرم‌فزارها مجازی هستند چون ذات آنها فیزیکی نیست. از اینرو می‌توان گفت مجازی‌سازی در اکثر اوقات شکل نرم‌افزاری دارد؛ که البته بر روی یک سخت‌افزار خاص اجرا خواهد شد. طراحی و شبیه‌سازی انواع سوییچ‌ها، روترها، سرورها و ... از این دسته‌اند. شرکت‌هایی نیز در زمینه تولید سیستم‌های مجازی مشغول به کارند نظیر شرکت مایکروسافت با سیستم Hyper-V یا سیستم‌های مبتنی بر هسته لینوکس از جمله ESXI با مجموعه نرم افزارهای vmware محصول شرکت دل.

## مزایای مجازی‌سازی
به‌طور کلی مزایای مجازی‌سازی شامل موارد ذیل است:
1. کاهش هزینه خرید تجهیزات سخت‌افزاری
2. متمرکز سازی
3. کاهش هزینه‌های جاری نظیر برق، نگهداری، تعمیرات
4. کاهش گرمای تولیدی توسط دستگاه‌ها
5. عدم نیاز به فضای زیاد نسبت به حالت سنتی
6. استفاده از بیشترین ظرفیت تجهیزات سخت‌افزاری
7. جابجایی راحت
8. پشتیبان‌گیری راحت از اطلاعات
9. تسریع امور به خاطر وجود بالقوه دستگاه‌ها و عدم نیاز به صرف زمان برای خرید، نصب و آماده‌سازی
10. امکان تنظیم و نصب سرورها و تجهیزات مجازی با استفاده از الگو و کپی برداری
11. ریکاوری یا بازیابی کردن راحت تر تجهیزات مجازی